# Тихомиров, Михаил Николаевич
Михаи́л Никола́евич Тихоми́ров (19 мая [31 мая] 1893; Москва, Российская империя — 2 сентября 1965; Москва, СССР) — советский историк-славист, источниковед, специалист в области истории и культуры России X—XIX веков. Доктор исторических наук (1939), профессор, академик АН СССР (23.10.1953, член-корреспондент c 4.12.1946).

## Биография
Родился в семье конторского служащего. Брат — Борис Николаевич Тихомиров (1898—1937) — историк, был репрессирован.
Благодаря стипендии Морозовской фирмы, в 1902 году стал учиться и в 1911 окончил с золотой медалью закрытое коммерческое училище в Петербурге, где в старших классах историю ему преподавал будущий академик Б. Д. Греков. Затем обучался на историческом отделении историко-филологического факультета Московского университета (1917), ученик профессоров С. В. Бахрушина, М. М. Богословского и М. К. Любавского. Выпускная работа — «Псковский мятеж XVII в. Из истории борьбы общественных классов в России» — была издана в 1919 году. Также называл своим учителем академика В. Н. Перетца.
С октября 1917 года работал в качестве практиканта по внешкольному образованию при культурно-просветительном отделе Дмитровского Союза кооперативов, позднее по совместительству стал инструктором по краеведению и первым заведующим Дмитровским музеем краеведения. Был библиотекарем в Ильинском погосте Богородицкого уезда (июнь — декабрь 1918). С февраля 1919 года жил в Саратове, где преподавал палеографию в университете.
В 1921—1923 годах — преподаватель Самарского университета. С сентября 1923 года работал в средней школе в Москве, одновременно преподавал на Едином художественном рабфаке при ВХУТЕМАС, в Химическом техникуме (1925—1931) и Книжном политехникуме (1931—1934). Секретарь культурно-исторической секции Общества изучения Москвы (1925—1930). В 1923—1930 годах внештатно сотрудничал с отделом рукописей ГИМ, с 1940 года — заведующий отделом.

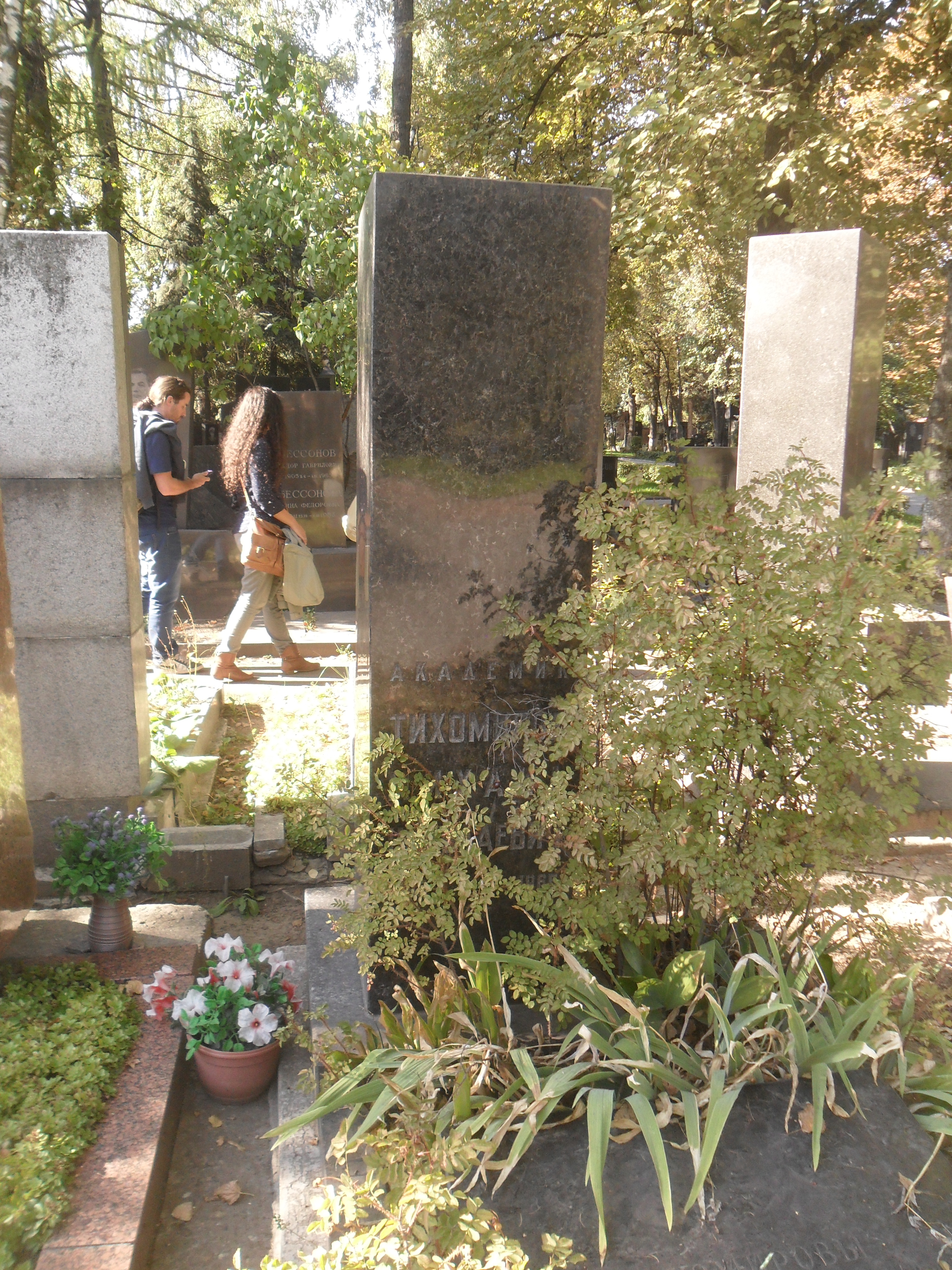
Могила М. Н. Тихомирова на Новодевичьем кладбище

С 1934 года — доцент, исполняющий обязанности профессора, в 1939—1952 годах — профессор, с марта 1953 года — заведующий кафедрой источниковедения истории СССР исторического факультета МГУ. Кандидат исторических наук (1936, по монографии «Псковское восстание 1650 г.»), доктор исторических наук (1939; диссертация посвящена происхождению текстов «Русской правды», официальные оппоненты С. В. Бахрушин, Б. Д. Греков и А. И. Яковлев). В 1945—1947 годах — декан исторического факультета МГУ. Принимать участие в кампании по борьбе с «космополитизмом» отказался («Я в еврейских погромах не участвую», — приводят его слова). В те же годы, как отмечает исследователь В. В. Ковеля, историк подвергся острой критике за свою работу, содержавшую отклонения от определяемого властью идейного «фарватера» (критике подверглись три его учебника в кампанию по борьбе с «буржуазным объективизмом»), что привело к серьёзным проблемам со здоровьем у М. Н. Тихомирова. По его собственному свидетельству, он сам незадолго до смерти К. В. Базилевича 3 марта 1950 года «чуть не умер в больнице после подобной или гораздо более тяжелой проработки».
В 1935—1953 годах — старший научный сотрудник Института истории АН СССР, с 1957 года — в Институте славяноведения. С 1959 года возглавлял группы по публикации Полного собрания русских летописей (возобновлённое издание) и «Очерков истории исторической науки в СССР».
Академик-секретарь Отделения исторических наук АН СССР (1953—1957), член бюро Отделения, председатель Археографической комиссии АН СССР (1956—1965), ответственный редактор «Археографического ежегодника», «Византийского временника» (с 1960) и книжной серии «Памятники средневековой истории народов Центральной и Восточной Европы» (с 1957). Также входил в состав главной редакции «Всемирной истории» (с 1953), многотомной «Истории СССР» (1956—1960), редколлегии журналов «Вопросы истории» (1945—1949, 1953—1957), «Советское славяноведение» и серии «Литературные памятники».
Член Национального комитета советских историков с 1953 года. В 1957 году читал лекции по истории СССР в высших учебных заведениях Парижа, в 1960 году участвовал в работе XI Международного конгресса исторических наук в Стокгольме (доклад «Начало русской историографии»). В том же году по случаю 1000-летия польской государственности посетил ПНР. В 1962 году был командирован в ВНР для подготовки издания Венгерской хроники Яноша Туроци. Действительный член Польской академии наук (1959), почётный член Американской ассоциации историков (1964).
Часы досуга академик Тихомиров посвящал «жанру обиходного стихотворства — смеси разнообразной по тональности лирики с пародийностью» (С. О. Шмидт). Похоронен на Новодевичьем кладбище Москвы.
Биографии М. Н. Тихомирова посвящены монография его ученицы Е. В. Чистяковой (1987), многочисленные статьи С. О. Шмидта, В. И. Буганова и др.

## Научная деятельность
Область исследовательских интересов: история России и народов СССР с древнейших времен до XIX века; история славянских стран и Византии; вспомогательные исторические дисциплины (историческая география, палеография, дипломатика); экономические, политические и культурные связи народов Восточной Европы. Крупнейший специалист и создатель научной школы в области источниковедения.
Внёс значительный вклад в изучение социально-экономической, политической и культурной истории древнерусского города, народных движений в России XI—XVII веков, истории государственных учреждений средневековой России, земских соборов XVI—XVII веков, приказного делопроизводства. Труд М. Н. Тихомирова «Россия в XVI столетии» (1962) — фундаментальное историко-географическое исследование, характеризующее социально-экономическое и государственно-политическое развитие каждого региона страны в этот период. В работе, посвящённой «Русской правде», осветил и по-новому решил проблемы, связанные с историей создания памятника.
Возглавил работу советских археографов по розыску и описанию неизвестных рукописей. Стал инициатором создания сводного каталога уникальных рукописей, хранящихся в СССР. Опубликовал важные источники по истории русского права: «Соборное уложение 1649 года» (1961), «Мерило праведное» (1961) и ряд других. Отстаивал достоверность так называемых «татищевских известий».
Считал взгляды М. В. Ломоносова и С. А. Гедеонова на «варяжский вопрос» неаргументированными, придерживался мнения о скандинавском происхождении варягов. Полагал при этом, что «пришельцы, откуда бы они ни происходили, не были и не могли быть создателями славянской государственности, которая явилась закономерным результатом внутреннего социально-экономического процесса».
В 1938 году академик Тихомиров обвинил создателей фильма «Александр Невский» в недостаточном патриотизме: якобы «убогая, лапотная Русь глядит отовсюду у авторов сценария: все народы сильнее её, все культурней, и только чудо спасает её от немецкого порабощения». В своей рецензии на первоначальный сценарий фильма Тихомиров утверждал, что «борьба против татар велась не Новгородом, а северо-восточной Русью во главе с Москвой». Критика историка была в значительной мере учтена.

## Награды
- орден Ленина (1963)
- два ордена Трудового Красного Знамени (10.06.1945; 1953)
- медаль «За доблестный труд в Великой Отечественной войне 1941—1945 гг.»

Лауреат Ломоносовской премии МГУ (1956, за монографию «Крестьянские и городские восстания на Руси XI—XIII вв.»).

## Память
- С 1967 года имя М. Н. Тихомирова носит улица в московском районе Медведково.
- 12 мая 1967 года на историческом факультете МГУ установлена мемориальная доска М. Н. Тихомирова, его именем также названа аудитория 550 факультета.
- На доме 1/15 на Котельнической набережной, где жил учёный, размещена мемориальная доска.

## Основные работы
Автор свыше 350 научных публикаций:
Книги и брошюры
- Псковский мятеж XVII века: из истории борьбы общественных классов в России. — М.: Практические знания, 1919. — 64 с.
- Город Дмитров: от основания города до половины XIX века. — Дмитров, 1925. — 92 с. — (Труды музея Дмитровского края. — Вып. II).
  - Город Дмитров: от основания города до половины XIX века. — изд. 2-е, перераб. — Дмитров: Вести, 2006. — 87 с.
- Феодальный порядок на Руси. — М.—Л.: Молодая гвардия, 1930. — 80 с.
- Михальченко В. Ф., Счастнев П. Н., Тихомиров М. Н. География мира: пособие по экономической географии и страноведению иностранных государств. — М.—Л.: Работник просвещения, 1930. — 304 с.
- Первый печатник. — М.: Посредник, 1934. — 88 с.
- Псковское восстание 1650 года: из истории классовой борьбы в русском городе XVII века. — М.—Л.: Изд-во АН СССР, 1935. — 203 с.
- Борзов А. А., Счастнев П. Н., Тихомиров М. Н. Физическая география: учебник для педагогических техникумов. — М.: Учпедгиз, 1936. — 287 с.
  - Счастнев П. Н., Тихомиров М. Н. Физическая география: учебник для педагогических училищ. — 2-е изд. — М.: Учпедгиз, 1937. — 286 с.
  - Счастнев П. Н., Тихомиров М. Н. Физическая география: учебник для педагогических училищ. — 3-е изд. — М.: Учпедгиз, 1939. — 284 с.
- Источниковедение истории СССР: с древнейших времен до конца XVIII в.. — М.: ОГИЗ; Соцэкгиз, 1940. — 256 с. — (Курс источниковедения истории СССР. — Т. I).
- Исследование о Русской Правде: происхождение текстов. — М.—Л.: Изд-во АН СССР, 1941. — 254 с.
- Борьба русского народа с немецкими интервентами в XII—XV вв.. — Свердловск: ОГИЗ; Госполитиздат, 1942. — 68 с.
- Лебедев В. И., Никольский В. К., Тихомиров М. Н. Великие русские полководцы: книга для внеклассного чтения учащихся неполной средней школы. — М.: Учпедгиз, 1943. — 88 с.
- Борьба русского народа с монголо-татарскими завоевателями: Дмитрий Донской. — М.: Московский большевик, 1944. — 10 с.
- Историческое знание в России второй половины XVIII века (Ломоносов, Щербаков, Болтин). — М.: ОГИЗ, 1945. — 14 с.
- Древнерусские города. — М.: Изд-во МГУ, 1946. — 256 с. — (Ученые записки Московского ун-та им. М. В. Ломоносова. — Вып. 99).
  - Древнерусские города. — 2-е изд., доп. и перераб. — М.: Госполитиздат, 1956. — 477 с.
  - Древнерусские города. — 3-е изд. — СПб.: Наука, 2008. — 350 с. — (Русская библиотека). — ISBN 978-5-02-026309-3.
- История СССР: учебник для педагогических училищ. — Ч. I. — М.—Л.: Учпедгиз, 1947. — 264 с.
- Древняя Москва (XII—XV вв.). — М.: Изд-во МГУ, 1947. — 224 с.
- Лебедев В. И., Никольский В. К., Тихомиров М. Н. Наши великие предки: книга для внеклассного чтения учащихся неполной средней школы. — М.: Учпедгиз, 1948. — 168 с. — (Школьная историческая библиотека).
- Тихомиров М. Н., Дмитриев С. С. История СССР. — М.: Госполитиздат, 1948. — Т. I: С древнейших времён до 1861 года. — 411 с.
- Пособие для изучения Русской Правды. — М.: Изд-во МГУ, 1953. — 192 с.
- Арциховский А. В., Тихомиров М. Н. Новгородские грамоты на бересте (из раскопок 1951 г.). — М.: Изд-во АН СССР, 1953. — 68 с.
- Крестьянские и городские восстания на Руси XI—XIII вв. — М.: Госполитиздат, 1955. — 280 с.
- Средневековая Москва в XIV—XV веках. — М.: Изд-во МГУ, 1957. — 316 с.
- Присоединение Мерва к России. — М.: Изд-во восточной литературы, 1960. — 239 с.
- Россия в XVI столетии. — М.: Изд-во АН СССР, 1962. — 584 с.
- Краткие заметки о летописных произведениях в рукописных собраниях Москвы. — М.: Изд-во АН СССР, 1962. — 184 с.
- Источниковедение истории СССР. — Вып. 1: С древнейшего времени до конца XVIII века. — М.: Соцэкгиз, 1962. — 495 с.
- Средневековая Россия на международных путях (XIV—XV вв.). — М.: Наука, 1966. — 176 с.
  - Древняя Москва XII—XV вв.; Средневековая Россия на международных путях XIV—XV вв. — 2-е изд., испр. и доп. — М.: Московский рабочий, 1992. — 320 с.
- Тихомиров М. Н., Муравьев А. В. Русская палеография: учебное пособие. — М.: Высшая школа, 1966. — 288 с.
  - Тихомиров М. Н., Муравьев А. В. Русская палеография: учебное пособие. — 2-е изд., доп. — М.: Высшая школа, 1982. — 200 с.
- Описание Тихомировского собрания рукописей. — М.: Наука, 1968. — 194 с.
- Русская культура X—XVIII веков. — М.: Наука, 1968. — 448 с.
- Исторические связи России со славянскими странами и Византией. — М.: Наука, 1969. — 375 с.
- Классовая борьба в России XVII в. — М.: Наука, 1969. — 446 с.
- Российское государство XV—XVII веков. — М.: Наука, 1973. — 422 с.
- Древняя Русь. — М.: Наука, 1975. — 428 с.
- Русское летописание. — М.: Наука, 1979. — 384 с.
- Самара в моей жизни: 1919—1923. — Самара: Изд-во СамГУ, 1994. — 107 с.
- Средневековая Москва. — М.: Книжный сад, 1997. — 480 с.
- Труды по истории Москвы. — М.: Языки славянской культуры, 2003. — 688 с. — ISBN 5-94457-165-9.
- Описание рукoписей Иргизских мoнастырей. — Самара: Офорт, 2017. — 142 с.

Статьи
- Население Дмитрова в XVII и начале XVIII века // Московский краевед. — М., 1927. — Вып. I. — С. 20—39.
- Села и деревни Дмитровского края в XV—XVI веке // Московский край в его прошлом: очерки по социальной и экономической истории XVI—XIX вв. — М., 1928. — С. 5—34. — (Труды о-ва изучения Московской губ. — Вып. 1).
- Монастырь-вотчинник XVI в. // Исторические записки. — М.: Изд-во АН СССР, 1938. — Т. 3. — С. 130—160.
- Заметки земского дьячка второй половины XVII века // Исторический архив. — М.—Л.: Изд-во АН СССР, 1939. — Т. II. — С. 93—100.
- Рукописи Новгородского музея // Новгородский исторический сборник. — Новгород, 1939. — Вып. 5. — С. 18—32.
- О Вологодско-Пермской летописи // Проблемы источниковедения. — Сб. III. — М.—Л.: Изд-во АН СССР, 1940. — С. 225—244.
- Новгородский Хронограф XVII века // Новгородский исторический сборник. — Новгород, 1940. — Вып. 7. — С. 66—114.
- Новгородское восстание 1650 г. // Исторические записки. — М.: Изд-во АН СССР, 1940. — Т. 7. — С. 91—114.
- Византия и Московская Русь // Исторический журнал. — Кн. 1-2 (137-138). — М.: Правда, 1945. — С. 9—13.
- Исторические связи русского народа с южными славянами с древнейших времен до половины XVII в. // Славянский сборник. — М.: ОГИЗ; Госполитиздат, 1947. — С. 125—201.
- Происхождение названий «Русь» и «Русская земля» // Советская этнография. — М.—Л.: Изд-во АН СССР, 1947. — Т. VI—VII. — С. 60—80.
- Сказания о начале Москвы // Исторические записки. — М.: Изд-во АН СССР, 1950. — Т. 32. — С. 233—241.
- Авдусин Д. А., Тихомиров М. Н. Древнейшая русская надпись // Вестник Академии наук СССР. — 1950. — № 4. — С. 71—79.
- Где и когда было написано «Слово о погибели Русской земли» // Труды Отдела древнерусской литературы. — М.—Л.: Изд-во АН СССР, 1951. — Т. VIII. — С. 235—244.
- Список русских городов дальних и ближних // Исторические записки. — М.: Изд-во АН СССР, 1952. — Т. 40. — С. 214—259. Архивировано 20 мая 2023 года.
- Городская письменность в древней Руси XI—XIII веков // Труды Отдела древнерусской литературы. — М.—Л.: Изд-во АН СССР, 1953. — Т. IX. — С. 51—66.
- «Написание» Даниила Заточника // Труды Отдела древнерусской литературы. — М.—Л.: Изд-во АН СССР, 1954. — Т. X. — С. 269—279.
- Записки о регентстве Елены Глинской и боярском правлении 1533—1547 гг. // Исторические записки. — М.: Изд-во АН СССР, 1954. — Т. 46. — С. 278—288.
- Каргопольские рукописи // Труды Отдела древнерусской литературы. — М.—Л.: Изд-во АН СССР, 1955. — Т. XI. — С. 480—486.
- Развитие исторических знаний в Киевской Руси, феодально-раздробленной Руси и Российском централизованном государстве (X—XVII вв.) // Очерки истории исторической науки в СССР. — М.: Изд-во АН СССР, 1955. — Т. I. — С. 48—105.
- Записки приказных людей конца XVII века // Труды Отдела древнерусской литературы. — М.—Л.: Изд-во АН СССР, 1956. — Т. XII. — С. 442—457.
- Новый материал об Иване Грозном // Труды Отдела древнерусской литературы. — М.—Л.: Изд-во АН СССР, 1958. — Т. XIV. — С. 247—255.
- Малоизвестные памятники // Труды Отдела древнерусской литературы. — М.—Л.: Изд-во АН СССР, 1960. — Т. XVI. — С. 452—456.
- Объяснение некоторых понятий русских раннефеодальных памятников терминами из других славянских и неславянских источников // Актуальные проблемы славяноведения. — М.: Изд-во АН СССР, 1961. — С. 103—104. — (Краткие сообщения Института славяноведения. — Вып. 33-34).
- Бесермены в русских источниках // Исследования по отечественному источниковедению: сб. статей, посвященных 75-летию проф. С. Н. Валка. — М.—Л.: Наука, 1964. — С. 50—57. — (Труды ЛОИИ. — Вып. 7).
- К истории колонизации Самарского края // Классика самарского краеведения. — Самара: Самарский университет, 2006. — Вып. 2. — С. 128—142.
- Самара в половине XVII в. // Классика самарского краеведения. — Самара: Самарский университет, 2006. — Вып. 2. — С. 143—147.
- Документы о псково-новгородском восстании 1650 года // Археографический ежегодник за 2005 год. — М.: Наука, 2007. — С. 365—374.